# Preußische Heeresreform
Die Preußische Heeresreform bezeichnet die Reorganisation der preußischen Armee in den Jahren 1807 bis 1814. Wie in den anderen Bereichen der preußischen Reformen wurden dabei Teile der revolutionären und napoleonischen Strukturen des politisch und militärisch erfolgreichen Frankreich übernommen. In der Heeresreform prallten Reformer und konservative Kräfte so unmittelbar aufeinander wie in keinem anderen der Reformprojekte.

## Vorgeschichte
Nach der Niederlage gegen Napoléon Bonaparte im Vierten Koalitionskrieg und dem Frieden von Tilsit 1807 mit seinen harten Bedingungen begannen in Preußen umfassende Reformen. Ein Teil von ihnen war eine Heeresreform.
Bereits vor 1806 hatte es unter progressiven Offizieren Kritik am veralteten preußischen Militär gegeben. Nachdem die Preußen gegen die Truppen Napoleons gescheitert waren und das Land vor dem Zusammenbruch stand, war der Leidensdruck groß genug, um die Reformen umzusetzen.

## Reformprogramm

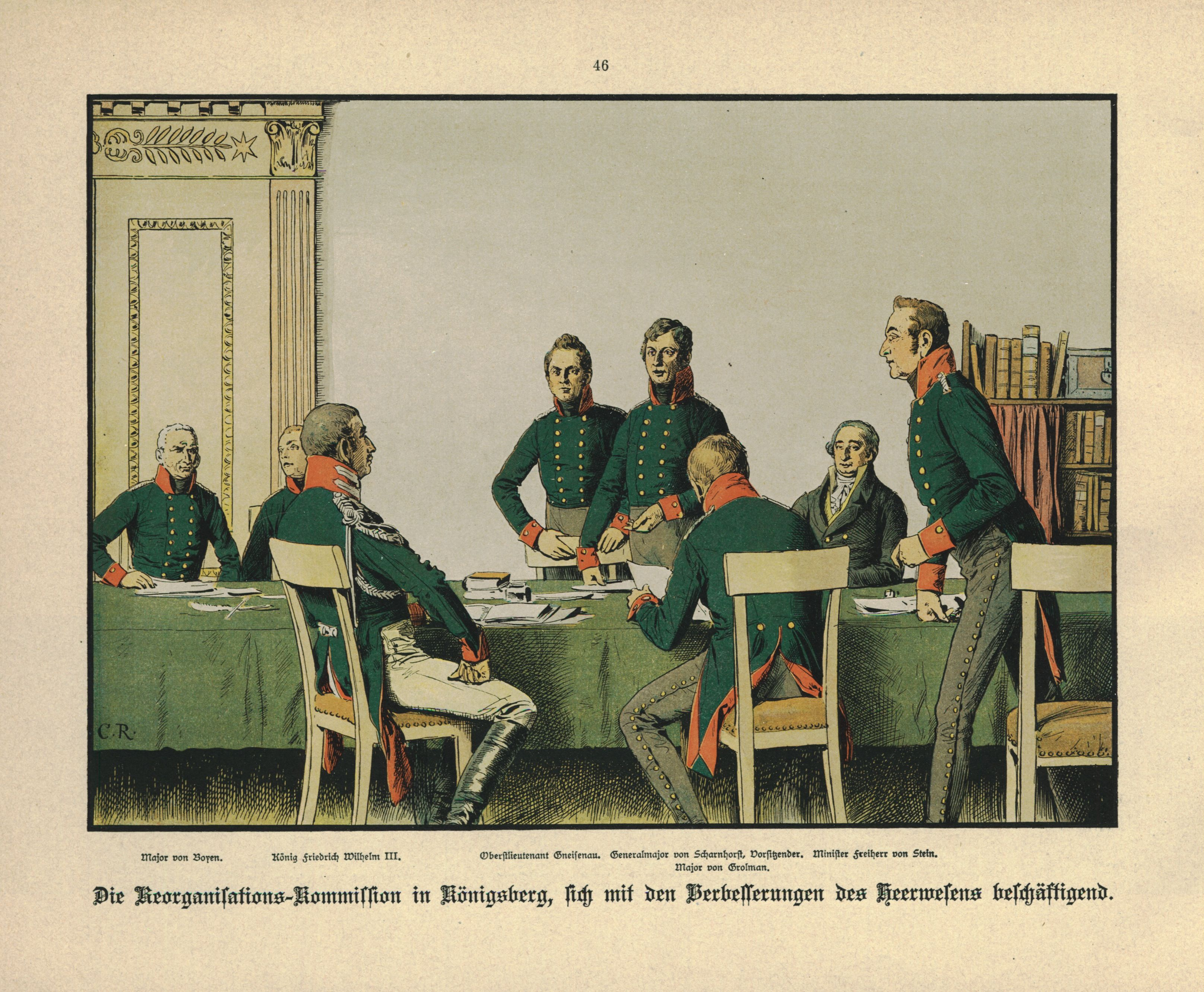
Militär-Reorganisationskommission, Königsberg 1807

Als eigentlicher Beginn der Preußischen Heeresreform kann die Einsetzung Gerhard von Scharnhorsts als Chef des Kriegsdepartements (Kriegsministerium) und des Generalstabes sowie zum Vorsitzenden der Militär-Reorganisationskommission im Juli 1807 angesehen werden.
In dieser Funktion versuchte er zusammen mit gleichgesinnten Offizieren wie August Graf Neidhardt von Gneisenau, Hermann von Boyen und Carl von Clausewitz das preußische Militär zu reformieren, um es wieder schlagkräftig zu machen. Auf lange Sicht sollte dadurch ein Sieg über Napoleon möglich werden. Das Prinzip dabei war die Verbindung des erfolgreichen französischen „Volkskriegs“, geführt von freiwilligen und patriotisch begeisterten Soldaten, mit der militärischen Tradition Preußens, im Gegensatz zu der alten Armee aus zwangsverpflichteten Landeskindern und Söldnern.

### Krümpersystem
Neben der Qualitätssteigerung versuchten die Reformer vor allem die Beschränkungen der Heeresgröße durch den Tilsiter Frieden auf 42.000 Mann (zuvor rund 200.000) zu umgehen. Dazu bediente Scharnhorst sich des Krümpersystems. Dieses am 31. Juli 1807 eingeführte Verfahren stattete jede Kompanie mit überzähligem Personal aus, das zu Reservetruppen ausgebildet wurde. Während der grundlegenden Ausbildung gehörte immer nur ein Teil dieser Soldaten der regulären Truppe an und wurde auf die Heeresgröße angerechnet. Nach kurzer Zeit wurde dieses Personal durch neue Reservisten ausgetauscht und ins Zivilleben entlassen. Als Zivilisten übten die Reservisten weiter. Diese Übungen erfolgten in der Öffentlichkeit, um den Zusammenhalt zwischen Bevölkerung und Militär zu stärken. Zudem wurden die neuen Bestimmungen des Disziplinarrechts ohne Prügelstrafen bei den Reservisten besonders konsequent angewandt, um die bewaffneten Bürger zu motivieren. Allerdings führte das Krümpersystem nie zu einer breiten Volksbewaffnung und blieb auch hinter den Erwartungen der Reformer zurück. Die Krümpersoldaten eingerechnet, verfügte Preußen 1813 beim Beginn der Befreiungskriege lediglich über 65.000 Soldaten.

### Umbau des Offizierkorps
Zudem ging es um das Aufarbeiten der erlittenen Niederlage durch eine Selbstreinigung des Offizierskorps. Das Verhalten aller Kommandeure bis hinab zur Bataillonsebene wurde von der so genannten Immediatuntersuchungskommission untersucht. Die Kommission trat am 6. Dezember 1807 zusammen und arbeitete bis 1812. Auf niedrigeren Ebenen wurden einzelne Offiziere von Regimentstribunalen beurteilt. Aus den Urteilen dieser Instanzen folgten zahlreiche unehrenhafte und ehrenhafte Entlassungen sowie Degradierungen. Allerdings wurde bereits 1808 die Wiedereinstellung von Offizieren durch Wohlverhaltenszeugnisse des Königs erleichtert. Dieses Verfahren ermöglichte erstmals innerhalb des Offizierskorps eine Beurteilung und Kritisierung von Vorgesetzten.
Darüber hinaus veränderten die Reformen die Ausbildung und Beförderung von Offizieren. Zunächst wurde in der Generalität das Anciennitätsprinzip abgeschafft. Die Beförderung war damit nicht mehr alleine vom Dienstalter und von adliger Herkunft, sondern auch von den persönlichen Leistungen abhängig. Einen noch höheren Stellenwert nahm die persönliche Befähigung bei der Beförderung von Stabsoffizieren mit einem Erlass vom 30. November 1808 ein. Bei der Einstellung von Fähnrichen wurden zum 6. August 1808 die fachlichen und charakterlichen Eignungen Einstellungskriterien, die in einem Examen nachgewiesen werden mussten. Auszug aus dem Reglement vom 6. August 1808 (Brechung des Adelsprivilegs):
„Einen Anspruch auf Offiziersstellen sollen von nun an in Friedenszeiten nur Kenntnisse und Bildung gewähren, in Kriegszeiten ausgezeichnete Tapferkeit und Überblick. Aus der ganzen Nation können daher alle Individuen, die diese Eigenschaft besitzen, auf die höchsten Ehrenstellen im Militär Anspruch machen. Aller bisher stattgehabte Vorzug des Standes hört beim Militär ganz auf und jeder hat gleiche Pflichten und gleiche Rechte.“
Grundsätzlich wurden auch die höheren Offiziersränge erstmals für Bürgerliche geöffnet.
Neu eingerichtet wurden im Jahr 1810 Kriegsschulen, in denen Offiziere aller Waffengattungen gemeinsam ausgebildet wurden. Nie eingeführt wurde die von einigen der Reformer vorgeschlagene Wahl eines Teils der Offiziere durch das Offizierskorps selbst (Offizierwahl). Davon versprach man sich eine größere Homogenität des Offizierskorps und größere Chancen für talentierte Offiziersbewerber.
Ebenfalls abgeschafft wurde die Kompaniewirtschaft, bei der die Kompaniechefs nach Erhalt einer pauschalen Zahlung auf eigene Rechnung mit Verpflegung, Sold und Ausrüstung ihrer Kompanien gewirtschaftet hatten. Dadurch entfielen erhebliche Interessenkonflikte; so konnte sich beispielsweise ein Kompaniechef nicht länger bereichern, indem er möglichst viele Soldaten in den Urlaub entließ und deren Sold „einsparte“.

### Aufbau des Kriegsministeriums
Wichtigste strukturelle Veränderung war die Einrichtung des Kriegsministeriums, in dem ab dem 25. Dezember 1808 die zuvor auf verschiedene Behörden verteilte Militärverwaltung zusammengefasst wurde. Der Kriegsminister sollte sowohl militärischer Befehlshaber direkt unter dem König sein wie auch Chef der Militärverwaltung. Die Stelle wurde allerdings erst 1814 besetzt. Neben dem Kriegsministerium wurde ein moderner Generalstab auf der Grundlage des Generalquartiermeisterstabes eingerichtet, der mehrere Aufgaben erfüllte: Er sollte das Zusammenwirken der Heeresteile verbessern und im Frieden als Ausbildungsstätte für leitende Offiziere im Kriegsfall dienen. Die Generalstabsoffiziere sollten sich als Militärwissenschaftler verstehen.

### Reform der Militärjustiz
Ein wichtiger Schritt auf dem Weg zum freiwillig und damit begeistert kämpfenden Soldaten war die Neufassung der Kriegsartikel, also der militärischen Rechtsprechung. Ab dem 19. Juli 1809 galt das Militärrecht nur noch während der Dienstzeit und nicht mehr beispielsweise für beurlaubte Soldaten. Die Prügelstrafe wurde abgeschafft und durch Freiheitsstrafen ersetzt. Darin drückte sich das neue Soldatenbild aus: Nur wer über persönliche Ehre und Freiheitsrechte verfügte, konnte überhaupt mit Haftstrafen effektiv bestraft werden.

### Technische Neuerungen
Technische Neuerungen rundeten die Reformen ab. So erhielten die Tirailleur- und Jägertruppen eine größere Bedeutung, das Heer wurde in Brigaden organisiert und die leichte Brigade als neue Formation eingeführt, die Artillerie mobiler gemacht, das Großmanöverkonzept an realen Gefechtsbedingungen ausgerichtet, eine Gendarmerie geschaffen, die Pionierkräfte im Ingenieurkorps zusammengefasst, das Sanitätswesen und das Konskriptionssystem modernisiert.

### Volksbewaffnung
Mit dem Beginn der Befreiungskriege sollte ein vierstufiges System die Mobilisierung eines Großteils der Bevölkerung für einen „Volkskrieg“ zunächst gegen Napoleon, aber auch für spätere Kriege ermöglichen. Am Anfang des Jahres 1813 wurde die allgemeine Wehrpflicht ausgerufen und 1814 auch gesetzlich verankert, durch die alle Preußen in die Landesverteidigung eingebunden werden sollten. Die Wehrpflicht lässt sich als zentrales Projekt der Reformer bezeichnen. Sie hatten sie ab 1808 gefordert, waren aber beim ersten Versuch ihrer Einführung 1810 am konservativen Widerstand gescheitert.
Dazu kamen ab dem 3. Februar 1813 die freiwilligen Jägerdetachments. In diesen Formationen konnten Bürger ihre Wehrpflicht auf Wunsch ableisten. Die in Jägertaktik kämpfenden Bürger sollten den Kern einer zukünftigen neuen Armee auf der Basis von Begeisterung, Freiheit und Partnerschaft bilden. Bereits 1814 wurde dieser Ansatz fallen gelassen, als die freiwilligen Jägerdetachments in die Linientruppen eingegliedert wurden.
Am 17. März 1813 kam die Landwehr dazu. In ihr sollten alle Wehrfähigen des Landes eingegliedert werden. Die Landwehr sollte nur eine minimale, wenig formal ausgerichtete und auf die Kampffähigkeit konzentrierte Ausbildung erhalten. Eingesetzt werden sollte die Landwehr lediglich für den Fall, dass ein Feind unmittelbar das preußische Staatsgebiet angreifen sollte. Während der Befreiungskriege wurden Landwehreinheiten aber auch zu Operationen außerhalb Preußens herangezogen. Die Landwehr war die in der Bevölkerung populärste neu aufgestellte Truppengattung und umfasste rund 120.000 Mann. An ihr setzte ab 1815 die Kritik der Restauration besonders massiv an, da das Aufruhrpotenzial der militärisch ausgebildeten Zivilisten gefürchtet wurde.
Als letztes Aufgebot wurde am 21. April 1813 der Landsturm aufgestellt. Diese Formation, die fast ausschließlich aus kriegsuntauglichen alten Männern bestand, sollte als „institutionalisierter Volksaufstand“ mit Partisanentaktiken gegen einen möglicherweise in das Land eingedrungenen Feind vorgehen. Der Landsturm wurde nur formal aufgestellt und kam nie zum Einsatz.

## Restauration
Die Heeresreform hatte, ähnlich wie die übrigen Reformen, von Anfang an unter scharfer Kritik der alten, konservativen, adligen militärischen und politischen Elite gestanden, die der Einbeziehung des Bürgertums in Führungspositionen sowie der einfachen Bevölkerung auf der Basis der Wehrpflicht zutiefst misstraute. Wegen dieses Widerstands wurden viele Bestandteile der Reformen nicht umgesetzt. So konnten Bürgerliche de facto lediglich in der Pioniertruppe und der Artillerie höhere Offiziersposten besetzen, in der Infanterie zumindest niedrige Dienstgrade. Funktionsposten in der Kavallerie blieben ihnen vollkommen verwehrt. Auch die Offizierswahl wurde nie umgesetzt. Zudem erreichte der Adel schnell, dass der König zahlreiche Urteile der Immediatuntersuchungskommission durch persönliche Verordnungen aufhob.

## Heeresreformer
- Hermann von Boyen (1771–1848)
- Carl von Clausewitz (1780–1831)
- August Graf Neidhardt von Gneisenau (1760–1831)
- Friedrich Wilhelm von Götzen d. J. (1767–1820)
- Karl von Grolman (1777–1843)
- Karl von Hake (1769–1835)
- Otto Christian Friedrich Kuhfahl (1768–1837)
- Heinrich Freiherr Menu von Minutoli (1772–1846)
- August Prinz von Preußen (1779–1843)
- Gustav von Rauch (1774–1841)
- Gerhard von Scharnhorst (1755–1813)
- Moritz von Schoeler, (1771–1855)